# On Green Dolphin Street
On Green Dolphin Street (auch Green Dolphin Street) ist ein Song des Komponisten Bronisław Kaper mit einem Text von Ned Washington. Der Song war – interpretiert durch Mel Tormé – als Titelstück für den Film Taifun (Engl. Green Dolphin Street) bestimmt, der 1947 in die Kinos kam. Ende der 1950er Jahre wurde der Song zu einem Jazzstandard.

## Aufbau des Songs
Der durchgängig in C-Dur angelegte Song hat die Liedform A-B-A-B' mit 32 Takten. Der achttaktige A-Teil besteht aus einer einprägsamen, sich chromatisch abwärts bewegenden Melodie,  der häufig mit einem Latin-Rhythmus unterlegt wird. Der B- bzw. B'-Teil, der eine harmonisch bewegte Antwort auf die quasi-modale Eingangsmelodie des A-Teils gibt, vermittelt dann mit einem Walking Bass und Viertelnotenswing des Schlagzeugs ein anderes rhythmisches Gefühl.

## Weitere Versionen
Der Song wurde in den 1950er Jahren von Sarah Vaughan gesungen. Auch Mark Murphy (1961), Anita O’Day, Carmen McRae Johnny Hartman (1972), Sheila Jordan, The Four Freshmen, Kevin Mahogany und Gabrielle Goodman nahmen den Song in ihr Repertoire auf.
Posaunist  Urbie Green hat On Green Dolphin Street 1955 eingespielt. 1957 haben auch Barney Kessel, Ray Brown und Shelly Manne den Song instrumental interpretiert. Eine weitere frühe Instrumentalfassung stammt von Miles Davis, der ihn erstmals 1958 mit Cannonball Adderley, John Coltrane, Bill Evans, Paul Chambers und Jimmy Cobb für sein Filmmusik-Album Jazz Track einspielte, der
– aufbauend auf einer frühen Fassung von Ahmad Jamal, – den Song für ausgedehnte Improvisationen nutzte. Auch 1960 stellte er den Song auf seiner Europatournee beständig vor. Eric Dolphy (1960) orientierte sich für seine Version an der Aufnahme von Davis aus dem Jahr 1958, übernahm aber auf der Bassklarinette kurzzeitig die Funktion des Basses, um das Thema hinterher in seine Bestandteile zu zerlegen. Auch Albert Ayler interpretierte 1963 den Song bei einer Radioaufnahme für den dänischen Rundfunk mit Niels Brønsted und Niels-Henning Ørsted Pedersen mit den Errungenschaften des Free Jazz. Sonny Rollins nahm die Melodie 1965 auf einer Live-Aufnahme aus dem Museum of Modern Art „als Trampolin für Höhenflüge auf dem Tenorsax“. Auch Miles Davis spielte Mitte der 1960er (The Complete Live at the Plugged Nickel 1965) das Stück so, dass man das Gefühl hatte, dass „sich der Standard allmählich“ auflöse.
Aber auch weitere Instrumentalisten wie Bill Evans (1959), Oscar Peterson Trio (1962, 1968), Oscar Peterson Trio/Milt Jackson (1962), Joe Sample/Ray Brown/Shelly Manne (1976), Archie Shepp (1977), Herbie Hancock (1978), Herbie Hancock/Wayne Shorter (1979), George Benson/Count Basie Orchestra (1990), Walter Norris (1990), Joe Pass (1990), Chick Corea Akoustic Band (1990), Joe Henderson (1994), Chick Corea/Stanley Clarke/Lenny White (2009) und David Liebman/Martial Solal (2016) haben den Song interpretiert und aufgenommen.

### Verwendung im Film
Nach dem Einsatz in Green Dolphin Street (1947) fand der Song mehrfach in Filmen Verwendung:
- The Prize (1963)
- Zigzag (1970, mit Anita O’Day)
- The Score (2001, mit Cassandra Wilson)

## Weitere Bedeutung
On Green Dolphin Street (Dt. Die Traumtänzer) ist der Titel eines Romans von Sebastian Faulks, dessen Protagonist eine Miles-Davis-Version des Songs hört.